# Classe 32-000 (Afrique du Sud)
La  Classe 32-000  est une série de 115 locomotives Diesel-électriques d’Afrique du Sud commandées par la South African Railways pour le service au Sud-Ouest africain, mis en service entre novembre 1959 et novembre 1961.  

## Construction
La classe sud-africaine 32-000, type de locomotive diesel-électrique GE U18C1, a été conçue et construite selon les exigences des chemins de fer sud-africains (SAR) par General Electric (GE) et importée au pays. Ils ont été numérotés de 32-001 à 32-115.

## L'affaire des «pony-trucks»
Aux États-Unis, la South African Class 32-000 est considérée comme un facteur majeur de la disparition de la société American Locomotive Company (ALCO) et de l’essor de General Electric dans le secteur de la construction de locomotives.
À la fin des années 1950, l’Afrique du Sud, l’un des derniers bastions de la traction à vapeur, envisageait de se lancer dans un vaste programme de dieselisation. Une équipe technique de recherche de la South African Railways (SAR) a été envoyée en Europe et aux États-Unis pour préparer une évaluation des solutions de rechange en matière de conception, pour finaliser les spécifications et pour compiler une liste des soumissionnaires qualifiés.
Aux États-Unis, seuls ALCO, GE et la division Electro-Motive (EMD) de General Motors étaient considérés comme des soumissionnaires qualifiés. La SAR n’était pas très enthousiaste face aux moteurs à deux cycles et avait une préférence marquée pour le modèle 251 d’ALCO et les systèmes de transmission de GE. En tant que fournisseur de longue date de locomotives à vapeur pour la SAR, ALCO semblait être pratiquement assuré de recevoir la commande.
L'offre publique d'achat de la SAR a été émise en 1957, avec deux options :
- 115 locomotives de 1 800 chevaux (1 300 kilowatts) équipées de roues 1Co + Co1 ou ;
- 230 locomotives de 1 000 chevaux (750 kilowatts) avec arrangement de roues Co + Co[2].

Ces unités étaient destinées à être exploitées dans le Sud-Ouest africain sous des conditions de rails très légers, ce qui nécessitait des charges sur essieux plus légères que ce qui était possible de réaliser avec des bogies conventionnels placés sous une locomotive lourde. General Steel Castings avait un dessin sur papier pour un bogie 1Co, un boggie Bissel (pony-trucks en anglais), qui pouvait être utilisé par ALCO ou GE et qui permettrait de respecter les spécifications du SAR pour les unités plus lourdes 1 800 chevaux (1 300 kilowatts).
La SAR a clairement indiqué que, malgré les deux options offertes par le marché, sa préférence allait aux locomotives 1Co + Co1. Cependant, la direction de l'ingénierie d'ALCO n'acceptait pas universellement l'utilisation de bogies Bissel. ALCO n'avait donc soumissionné que pour l'option Co + Co et avait perdu face à GE, qui avait soumissionné pour les deux options de bogies.
En Afrique du Sud, cela a pratiquement ouvert la porte à GE: plus de la moitié du vaste parc de locomotives diesel-électriques de la SAR acquises entre 1959 et 1981 étaient des produits GE.

## Service

### South African Railways
La Class 32-000 a été conçue spécifiquement pour le service en Sud-Ouest africain et la plupart d’entre eux y ont passé toute leur vie active. Sur les 115 locomotives d'origine, seules cinq ont survécu à l'ère Spoornet dans les années 1990.

### Service post-SAR
Après le retrait du service de la SAR dans les années 1980, près de cinquante des locomotives de la classe 32-000 ont été vendues à la Société nationale des chemins de fer du Zaïre (SNCZ), qui est devenue la Société nationale des chemins de fer du Congo (SNCC). Parmi ceux-ci au moins un, SNCC no. 1405 (ex-RS 32-019) œuvre sur des chantiers locaux autour de Lubumbashi en 2013.

## Préservation
Quatre exemples de la classe 32-000 ont été préservées :
- 32002 incorrectement numéroté 32001 est implanté à Windhoek en Namibie ;
- 32029 est conservé au musée du chemin de fer à George ;
- 32042 est conservé au chemin de fer Outeniqua Choo Tjoe Railway à George ;
- 32047 conservé au dépôt de Voorbaai Loco.